# Le Direct avant la lettre
Pour plus de détails, voir Fiche technique et Distribution.
Le Direct avant la lettre (en anglais : Rebels With a Camera) est un  film documentaire québécois en couleur réalisé par Denys Desjardins, sorti en 2006.

## Synopsis
D’où vient le cinéma direct ? Quels en sont les précurseurs et les œuvres avant-gardistes ? Grâce à l’essor des techniques et à l’esprit aventurier de cinéastes pionniers, une nouvelle façon de faire du cinéma naît à la charnière des années 1950 et 1960. Premier volet d'une tétralogie sur le cinéma réalisée par Denys Desjardins, ce film retrace l’histoire d’un mouvement collectif qui a bouleversé les méthodes de production et de tournage dans un Québec en pleine affirmation nationale.

## Fiche technique
- Réalisation : Denys Desjardins
- Production : Christian Medawar / Office national du film du Canada
- Scénario : Denys Desjardins
- Photographie : Alex Margineanu
- Son : Marie-France Delagrave
- Montage : Vincent Guignard
- Langue : français, anglais
- Durée : 50 minutes

## Distribution
- Denys Arcand
- Roger Blais
- Michel Brault
- Marcel Carrière
- Fernand Dansereau
- Claude Fournier
- Jacques Giraldeau
- Wolf Koenig
- Roman Kroitor
- Jean-Claude Labrecque
- Terrence McCartney-Filgate

## Récompenses
- 2006 : Prix AQCC (Association québécoise des critiques de cinéma) du meilleur documentaire, court ou moyen métrage